# МакКрірі
МакКрірі (англ. McCreary) — муніципалітет в Канаді, у провінції Манітоба.

## Населення
За даними перепису 2016 року, муніципалітет нараховував 892 особи, показавши скорочення на 5,9%, порівняно з 2011-м роком. Середня густина населення становила 1,7 осіб/км².
З офіційних мов обидвома одночасно володіли 75 жителів, тільки англійською — 795, тільки французькою — 5. Усього 55 осіб вважали рідною мовою не одну з офіційних, з них 25 — українську.
Працездатне населення становило 65,1% усього населення, рівень безробіття — 4,1% (4,1% серед чоловіків та 6,4% серед жінок). 74,2% осіб були найманими працівниками, а 25,8% — самозайнятими.
Середній дохід на особу становив $35 188 (медіана $27 664), при цьому для чоловіків — $36 941, а для жінок $33 382 (медіани — $30 613 та $25 408 відповідно).
24,8% мешканців мали закінчену шкільну освіту, не мали закінченої шкільної освіти — 31,5%, 44,3% мали післяшкільну освіту, з яких 21,2% мали диплом бакалавра, або вищий.
| Статево-вікова структура населення | Статево-вікова структура населення | Статево-вікова структура населення | Статево-вікова структура населення | Статево-вікова структура населення |
| ---------------------------------- | ---------------------------------- | ---------------------------------- | ---------------------------------- | ---------------------------------- |
|                                    |                                    |                                    |                                    |                                    |
| Всього                             | Всього                             | 48,9%51,1%                         |                                    |                                    |
| 0 — 14 років                       | 0 — 14 років                       |                                    | 15,2%                              | 15,2%                              |
| 15 — 64 років                      | 15 — 64 років                      |                                    | 54,5%                              | 54,5%                              |
| 65 і більше                        | 65 і більше                        |                                    | 30,3%                              | 30,3%                              |
| 85 і більше                        | 85 і більше                        |                                    | 5,6%                               | 5,6%                               |
| Середній вік (років)               | Середній вік (років)               | 47,748,6                           | 48,2                               | 48,2                               |
| Медіана (років)                    | Медіана (років)                    | 52,353,1                           | 52,6                               | 52,6                               |
| — чоловіки — жінки                 |                                    |                                    |                                    |                                    |

| Походження мешканців:     | Походження мешканців:     | Походження мешканців: | Походження мешканців: | Походження мешканців: |
| ------------------------- | ------------------------- | --------------------- | --------------------- | --------------------- |
| Походження                |                           |                       | осіб                  | %                     |
| Корінні американці        | Корінні американці        |                       | 125                   | 14.37%                |
| Інше північноамериканське | Інше північноамериканське |                       | 325                   | 37.36%                |
| Європейське               | Європейське               |                       | 695                   | 79.89%                |
| британське                | британське                |                       | 410                   | 47.13%                |
| французьке                | французьке                |                       | 150                   | 17.24%                |
| українське                | українське                |                       | 225                   | 25.86%                |

| Зайнятість населення за галузями (за класифікацією NOC): | Зайнятість населення за галузями (за класифікацією NOC): | Зайнятість населення за галузями (за класифікацією NOC): | Зайнятість населення за галузями (за класифікацією NOC): | Зайнятість населення за галузями (за класифікацією NOC): |
| -------------------------------------------------------- | -------------------------------------------------------- | -------------------------------------------------------- | -------------------------------------------------------- | -------------------------------------------------------- |
|                                                          |                                                          |                                                          |                                                          |                                                          |
| Управління                                               | Управління                                               |                                                          | 17,5%                                                    | 17,5%                                                    |
| Бізнес, фінанси та адміністрування                       | Бізнес, фінанси та адміністрування                       |                                                          | 8,2%                                                     | 8,2%                                                     |
| Природничі та прикладні науки                            | Природничі та прикладні науки                            |                                                          | 2,1%                                                     | 2,1%                                                     |
| Охорона здоров'я                                         | Охорона здоров'я                                         |                                                          | 11,3%                                                    | 11,3%                                                    |
| Освіта, правозахист, муніципальні та урядові служби      | Освіта, правозахист, муніципальні та урядові служби      |                                                          | 18,6%                                                    | 18,6%                                                    |
| Роздрібна торгівля та послуги                            | Роздрібна торгівля та послуги                            |                                                          | 19,6%                                                    | 19,6%                                                    |
| Гуртова торгівля, транспорт та обладнання                | Гуртова торгівля, транспорт та обладнання                |                                                          | 16,5%                                                    | 16,5%                                                    |
| Природні ресурси, сільське господарство                  | Природні ресурси, сільське господарство                  |                                                          | 5,2%                                                     | 5,2%                                                     |

## Клімат
Середня річна температура становить 2,2°C, середня максимальна – 23,5°C, а середня мінімальна – -24,4°C. Середня річна кількість опадів – 513 мм.
| Клімат поселення                              | Клімат поселення | Клімат поселення | Клімат поселення | Клімат поселення | Клімат поселення | Клімат поселення | Клімат поселення | Клімат поселення | Клімат поселення | Клімат поселення | Клімат поселення | Клімат поселення | Клімат поселення |
| Показник                                      | Січ.             | Лют.             | Бер.             | Квіт.            | Трав.            | Черв.            | Лип.             | Серп.            | Вер.             | Жовт.            | Лист.            | Груд.            |                  |
| Середній максимум, °C                         | −11,15           | −7,35            | −0,84            | 8,74             | 16,82            | 22,57            | 23,45            | 22,79            | 16,72            | 10,04            | 0,12             | −9,69            |                  |
| Середня температура, °C                       | −17,78           | −13,97           | −7,47            | 2,12             | 10,21            | 15,94            | 19,03            | 18,36            | 12,30            | 5,60             | −4,32            | −14,12           |                  |
| Середній мінімум, °C                          | −24,41           | −20,6            | −14,09           | −4,51            | 3,60             | 9,30             | 14,60            | 13,94            | 7,86             | 1,20             | −8,73            | −18,53           |                  |
| Норма опадів, мм                              | 21               | 16               | 28               | 28               | 61               | 83               | 74               | 61               | 56               | 41               | 23               | 21               |                  |
| Середньомісячна швидкість вітру, м/с          | 3.70             | 3.70             | 3.80             | 4.10             | 4.20             | 3.80             | 3.40             | 3.50             | 3.90             | 4.10             | 4.00             | 3.70             |                  |
| Середньомісячна сонячна радіація, кДж/м²·день | 3976             | 7334             | 12651            | 17307            | 20115            | 21252            | 21766            | 18430            | 12658            | 7490             | 4012             | 3048             |                  |
| --------------------------------------------- | ---------------- | ---------------- | ---------------- | ---------------- | ---------------- | ---------------- | ---------------- | ---------------- | ---------------- | ---------------- | ---------------- | ---------------- | ---------------- |
| Джерело:                                      |                  |                  |                  |                  |                  |                  |                  |                  |                  |                  |                  |                  |                  |